# کینتورست، نیو ساوت ولز
کینتورست (به انگلیسی: Kenthurst) یک حومه شهر در استرالیا است که در نیو ساوت ولز واقع شده‌است.